# Nino Salvatore Villa Santa
Nino Salvatore Villa Santa (Cagliari, 9 giugno 1884 – 23 settembre 1960) è stato un generale italiano, veterano della guerra italo-turca e della prima guerra mondiale. Decorato della Croce di Cavaliere e di Ufficiale dell'Ordine Militare di Savoia, di quattro Medaglie d'argento, una di bronzo e della Croce di guerra al valor militare. Durante il corso della seconda guerra mondiale fu Presidente del Supremo Tribunale militare..

## Biografia
Nacque a Cagliari il 9 giugno 1884, figlio di Giuseppe e di Maddalena Martinetti. Si arruolò volontario nel Regio Esercito nel 1902, iniziando a frequentare la Regia Accademia Militare di fanteria e Cavalleria di Modena dalla quale uscì nel 1904 con il grado di sottotenente assegnato all'arma di fanteria. Nel 1911 iniziò i corsi presso la Scuola di guerra, ma dovette interromperli per prendere parte alla guerra italo-turca al comando di un plotone di fanteria. Distintosi durante le operazioni belliche, e ferito presso Zuara il 15 agosto 1912, venne promosso capitano per merito di guerra. Ripresi gli studi alla Scuola di guerra nel 1914, li superò brillantemente. 
Durante la grande guerra prestò servizio di Stato maggiore presso il comando della 31ª e della 16ª Divisione, del VI Corpo d'armata, della 23ª, 45ª, 4ª e 22ª Divisione, e della 3ª Armata. Tenente colonnello nel 1917, e colonnello dal 6 ottobre 1918, ricoprì l'incarico di segretario di S.A.R. il Duca d'Aosta per diversi anni (1920; 1929-1931). Tra il 1924 e il 1927 ricoprì l'incarico di direttore esecutivo dell'Opera Nazionale di Assistenza all'Italia Redenta, e dal 1927 al 1929 fu comandante l'83º Reggimento fanteria "Venezia". Capo di stato maggiore del Corpo d'armata di Verona tra il 1931 e il 1932, fu promosso generale di brigata il 12 dicembre dello stesso anno. Comandante della 28ª Brigata di fanteria a Palermo, ricoprì poi  la carica di Ispettore di mobilitazione della Divisione militare territoriale di Firenze. Comandante della 19ª Brigata fanteria "Gavinana" (1934-1935), dopo lo scoppio della guerra d'Etiopia partì per l'Africa Orientale Italiana al comando della 19ª Divisione fanteria "Gavinana", partecipando alle operazioni belliche. Promosso generale di divisione il 1 gennaio 1937, rimase in A.O.I fino al 1938, quando rientrò in Patria distaccato in servizio presso il Corpo d'armata di Firenze. Nell'agosto 1939 fu elevato al rango di generale di corpo d'armata e nominato Presidente del Supremo Tribunale militare. Ricoprì questo ruolo durante la seconda guerra mondiale, fino all'armistizio dell'8 settembre 1943. Nel 1946 venne insignito da Re Umberto II del titolo nobiliare di Conte. Si spense il 23 settembre 1960.
Decorato della Croce di Cavaliere e di Ufficiale dell'Ordine Militare di Savoia, di quattro Medaglie d'argento, una di bronzo e della Croce di guerra al valor militare.

## Pubblicazioni
- Ogliastra e Barbagia. Note sulle condizioni economiche del Circondario di Lanusei, Tipografia Industriale, Cagliari, 1908.
- Il disagio economico della Sardegna,  Tipografia Leg. Industriale, Cagliari, 1909.

### Annotazioni
1. ↑  I suoi due figli, Emanuele Filiberto e Alberto proseguirono la sua opera di raccolte storiche e di collezioni, esposte nel castello Villa Santa di Sanluri e nel Museo risorgimentale "Duca D'Aosta", allestito nello stesso maniero in memoria dei caduti Sardi in guerra.

### Fonti
1. 1 2 3 4 5 6 7 8  Generals.
2. 1 2 3 4 5  Regio Esercito.
3. 1 2  Sito web del Quirinale: dettaglio decorato.
4. ↑  Supplemento ordinario alla Gazzetta Ufficiale del Regno d'Italia n.219 del 18 settembre 1940, pag.11.
5. ↑  Supplemento ordinario alla Gazzetta Ufficiale del Regno d'Italia n.221 del 22 settembre 1937, pag.27.